# Filigorgia
Filigorgia is een geslacht van neteldieren uit de klasse van de Anthozoa (bloemdieren).

## Soorten
- Filigorgia angolana (Grasshoff, 1992)
- Filigorgia guineensis (Grasshoff, 1988)
- Filigorgia sanguinolenta (Pallas, 1766)
- Filigorgia schoutedeni Stiasny, 1939